# Tour de Luxembourg 2011
La 71e édition du Tour de Luxembourg a lieu du 1er au 5 juin 2011. La course fait partie du calendrier UCI Europe Tour 2011 en catégorie 2.HC.

## Étapes
| Étape    | Date   | Villes étapes             | type                        | Distance (km) | Vainqueur d'étape | Leader du classement général |
| -------- | ------ | ------------------------- | --------------------------- | ------------- | ----------------- | ---------------------------- |
| Prologue | 1 juin | Luxembourg – Luxembourg   | contre-la-montre individuel | 2,7           | Fabian Cancellara | Fabian Cancellara            |
| 2e étape | 3 juin | Schifflange – Differdange | étape vallonnée             | 200,7         | Linus Gerdemann   | Linus Gerdemann              |

## Classements finals
| \| Classement général \| Classement général \| Classement général \| Classement général \| Classement général \| \| Coureur \| Coureur \| Pays \| Équipe \| Temps \| \| ------------------ \| ------------------ \| ------------------ \| ------------------ \| ------------------ \| |         |      |        |       |
| |         |      |        |       |
| |         |      |        |       |
| Classement général |         |      |        |       |
| Coureur | Coureur | Pays | Équipe | Temps |